# Рафаель Глюксманн
Рафаель Глюксманн (фр. Raphaël Glucksmann; нар. 15 жовтня 1979, Булонь-Біянкур) — французький журналіст і кінорежисер-документаліст. Він був радником з питань зовнішньої політики та європейської інтеграції президента Грузії Міхеіла Саакашвілі.

## Біографія
Син відомого філософа і письменника Андре Глюксмана. Закінчив Інститут політичних досліджень у Парижі. Зняв документальний фільм Tuez-les tous! («Вбивайте всіх!») про геноцид в Руанді. У 2004 році зняв фільм Orange 2004 про Помаранчеву революцію в Україні.
Один із засновників організації «Навчання без кордонів» (Études sans frontières), що допомагає чеченській молоді здобути освіту в європейських університетах.
У 2008 році спільно зі своїм батьком написав книгу Mai 68 expliqué à Nicolas Sarkozy («Травень 1968, пояснений для Ніколя Саркозі»). У період війни у Південній Осетії відкрито підтримав сторону Грузії та політику президента Саакашвілі. Видав книгу інтерв'ю з Міхеілом Саакашвілі.
З 2013 по 2016 рік — спів-менеджер компанії Noé Conseil.
З грудня 2017 року до серпня 2018 року — редактор Nouveau Magazine littéraire.
У 2018 році він брав участь у створенні лівоцентристської політичної партії «Громадський простір» (фр. Place publique).
Колишній чоловік заступника міністра внутрішніх справ Грузії і заступника міністра внутрішніх справ України Еки Згуладзе.
Учасник Форуму Вільних Народів Постросії 

## Публікації
- Je vous parle de liberté, з Міхеілом Саакашвілі, Paris, Hachette Livre, 2008, ISBN 978-2012376489.
- Mai 68 expliqué à Nicolas Sarkozy, з Андре Глюксманом, 2008, ISBN 978-2207260074.
- Génération gueule de bois, Manuel de lutte contre les réacs, Allary Éditions, 2015, ISBN 978-2370730404.
- Notre France. Dire et aimer ce que nous sommes, Allary Éditions, 2016.
- Les Enfants du vide. De l'impasse individualiste au réveil citoyen, Allary Éditions, 2018, ISBN 978-2370731623.